# Michael Knoke
Michael Knoke (* 1968 in Munster; † 23. April 2010) war ein deutscher Schriftsteller.
Michael Knoke arbeitete im Sozialbereich, ehe er per Fernstudium  eine Ausbildung zum Grafik-Designer machte. Sein Debüt als Autor gab er als Verfasser von Leser-Storys in der Heftreihe Geisterjäger John Sinclair, ehe er 1995 mit Im Zeichen des Wolfes ein erstes eigenes Romanheft veröffentlichte (Band 145 der Serie Dämonenland im Bastei-Verlag). Sein Roman Im Wendekreis der Angst war 2008 für den Vincent Preis nominiert. 2011 erhielt Totenmaar postum den Vincent Preis als Bester Roman und die Erzählung Die Schattenuhr wurde als Beste Kurzgeschichte ausgezeichnet.

## Werke (Auswahl)
- Des dunklen Träumers Wiegenlieder, Goblin Press, Arnsberg-Neheim 1996
- Sturmwanderer, Goblin Press, Arnsberg-Neheim 1998
- Cassinis Gesänge. Drei Sätze einer kosmischen Sinfonie (mit Uwe Voehl und Jörg Kleudgen), Goblin Press, Arnsberg-Neheim 2003
- Im Wendekreis der Angst, Roman, Eloy Edictions 2008. ISBN 978-3-938411-18-6
- Der Virenplanet (mit Matthias Falke), Blitz Verlag, Windeck 2010. ISBN 978-3-89840-281-1
- Das Tal des Grauens, Roman, Voodoo Press, Möllersdorf 2010. ISBN 978-3-9502701-1-2
- Totenmaar. Ein Mystery-Thriller aus der Eifel (mit Jörg Kleudgen), Blitz Verlag, Windeck 2011. ISBN 978-3-89840-319-1